# Arsenpentachlorid
Arsenpentachlorid ist eine metastabile anorganische chemische Verbindung des Arsens aus der Gruppe der Chloride.

## Gewinnung und Darstellung
Arsenpentachlorid kann durch photochemische Chlorierung von Arsen(III)-chlorid bei −105 °C gewonnen werden.
{\displaystyle \mathrm {AsCl_{3}+Cl_{2}\longrightarrow AsCl_{5}} }

## Eigenschaften
Arsenpentachlorid ist eine metastabile Verbindung, ihr Zerfall wird durch Chlorwasserstoff katalysiert. Die auffallende Instabilität der Verbindung wird z. T. auf die Übergangsmetallkontraktion zurückgeführt, zum anderen Teil auf die Schwäche der AsCl-Bindung. Sie zerfällt oberhalb von −50 °C wieder in Arsen(III)-chlorid und Chlor. Die Verbindung hat eine trigonale bipyramidale Geometrie und kristallisiert in der orthorhombischen Raumgruppe Pmmn (Raumgruppen-Nr. 59).